# Rodolfo Borghese
Rodolfo Borghese, principe di Nettuno, nobile dei principi di Sulmona, nobile Romano, patrizio Veneto, patrizio Genovese, patrizio Napoletano, nobile di Corneto (Monte Porzio Catone, 4 agosto 1880 – Roma, 7 agosto 1963), è stato un nobile, imprenditore e politico italiano.

## Ascendenza
|                                                  |                      |                                                          | Genitori                                                     |  |  | Nonni |  |  | Bisnonni                                    |  |  | Trisnonni                                      |  |
|                                                  |                      |                                                          |                                                              |  |  |       |  |  | Francesco Borghese, VII principe di Sulmona |  |  | Marcantonio IV Borghese, V principe di Sulmona |  |
|                                                  |                      |                                                          |                                                              |  |  |       |  |  | Francesco Borghese, VII principe di Sulmona |  |  | Marcantonio IV Borghese, V principe di Sulmona |  |
|                                                  |                      | Anna Maria Salviati, VII duchessa di Giuliano            |                                                              |  |  |       |  |  | Francesco Borghese, VII principe di Sulmona |  |  |                                                |  |
| Marcantonio V Borghese, VIII principe di Sulmona |                      |                                                          |                                                              |  |  |       |  |  | Francesco Borghese, VII principe di Sulmona |  |  |                                                |  |
|                                                  |                      | Adele de La Rochefoucauld                                | Alexandre François de La Rochefoucauld, III duca di Estissac |  |  |       |  |  |                                             |  |  |                                                |  |
|                                                  |                      | Adele de La Rochefoucauld                                | Alexandre François de La Rochefoucauld, III duca di Estissac |  |  |       |  |  |                                             |  |  |                                                |  |
|                                                  |                      | Adele de La Rochefoucauld                                | Adelaide Marie Françoise Pyvart de Chastullé                 |  |  |       |  |  |                                             |  |  |                                                |  |
| Paolo Borghese, IX principe di Sulmona           |                      | Adele de La Rochefoucauld                                |                                                              |  |  |       |  |  |                                             |  |  |                                                |  |
|                                                  |                      | Alexandre-Jules de La Rochefoucauld, IV duca di Estissac | Alexandre François de La Rochefoucauld, III duca di Estissac |  |  |       |  |  |                                             |  |  |                                                |  |
|                                                  |                      | Alexandre-Jules de La Rochefoucauld, IV duca di Estissac | Alexandre François de La Rochefoucauld, III duca di Estissac |  |  |       |  |  |                                             |  |  |                                                |  |
|                                                  |                      | Alexandre-Jules de La Rochefoucauld, IV duca di Estissac | Adelaide Marie Françoise Pyvart de Chastullé                 |  |  |       |  |  |                                             |  |  |                                                |  |
| Thérèse de La Rochefoucauld                      |                      | Alexandre-Jules de La Rochefoucauld, IV duca di Estissac |                                                              |  |  |       |  |  |                                             |  |  |                                                |  |
|                                                  |                      | Hélène-Charlotte Pauline Dessolle                        | Jean-Joseph Dessolle, marchese Dessolle                      |  |  |       |  |  |                                             |  |  |                                                |  |
|                                                  |                      | Hélène-Charlotte Pauline Dessolle                        | Jean-Joseph Dessolle, marchese Dessolle                      |  |  |       |  |  |                                             |  |  |                                                |  |
|                                                  |                      | Hélène-Charlotte Pauline Dessolle                        | Anne Picot de Dampierre                                      |  |  |       |  |  |                                             |  |  |                                                |  |
| Rodolfo Borghese, principe di Nettuno            |                      | Hélène-Charlotte Pauline Dessolle                        |                                                              |  |  |       |  |  |                                             |  |  |                                                |  |
|                                                  | Antal Rudolf Apponyi | Antal György Apponyi de Nagy-Appony                      |                                                              |  |  |       |  |  |                                             |  |  |                                                |  |
|                                                  | Antal Rudolf Apponyi | Antal György Apponyi de Nagy-Appony                      |                                                              |  |  |       |  |  |                                             |  |  |                                                |  |
|                                                  | Antal Rudolf Apponyi | Maria Carolina Anna von Lodron-Laterano Castelromano     |                                                              |  |  |       |  |  |                                             |  |  |                                                |  |
| Rudolf Apponyi von Nagy-Appony                   | Antal Rudolf Apponyi |                                                          |                                                              |  |  |       |  |  |                                             |  |  |                                                |  |
|                                                  |                      | Maria Teresa de Nogarola                                 | Joseph Dinadan de Nogarola                                   |  |  |       |  |  |                                             |  |  |                                                |  |
|                                                  |                      | Maria Teresa de Nogarola                                 | Joseph Dinadan de Nogarola                                   |  |  |       |  |  |                                             |  |  |                                                |  |
|                                                  |                      | Maria Teresa de Nogarola                                 | Madeleine von Lerchenfeld-Siessbach-Prennberg                |  |  |       |  |  |                                             |  |  |                                                |  |
| Ilona Appony de Nagy-Appony                      |                      | Maria Teresa de Nogarola                                 |                                                              |  |  |       |  |  |                                             |  |  |                                                |  |
|                                                  |                      | Alexander von Benckendorff                               | Christoph von Benckendorff                                   |  |  |       |  |  |                                             |  |  |                                                |  |
|                                                  |                      | Alexander von Benckendorff                               | Christoph von Benckendorff                                   |  |  |       |  |  |                                             |  |  |                                                |  |
|                                                  |                      | Alexander von Benckendorff                               | Anna Juliane Schilling von Canstadt                          |  |  |       |  |  |                                             |  |  |                                                |  |
| Anna von Beckendorff                             |                      | Alexander von Benckendorff                               |                                                              |  |  |       |  |  |                                             |  |  |                                                |  |
|                                                  |                      | Elisabeth von Donetz-Sascharshewski                      | Andreas von Donetz-Sascharshewski                            |  |  |       |  |  |                                             |  |  |                                                |  |
|                                                  |                      | Elisabeth von Donetz-Sascharshewski                      | Andreas von Donetz-Sascharshewski                            |  |  |       |  |  |                                             |  |  |                                                |  |
|                                                  |                      | Elisabeth von Donetz-Sascharshewski                      | Ekaterina Norova                                             |  |  |       |  |  |                                             |  |  |                                                |  |
|                                                  |                      | Elisabeth von Donetz-Sascharshewski                      |                                                              |  |  |       |  |  |                                             |  |  |                                                |  |